# Мала Скельова
Мала́ Скельовá — село в Україні, у Світловодській міській громаді Олександрійського району Кіровоградської області. Населення становить 0 осіб.

## Населення
Згідно з переписом УРСР 1989 року в селі було відсутнє наявне населення.
За переписом населення України 2001 року в селі ніхто не мешкав.